# Der Couch-Trip
Der Couch-Trip ist eine US-amerikanische Filmkomödie von Michael Ritchie aus dem Jahr 1988. Das Drehbuch von Walter Bernstein, Steven Kampmann, William Porter und Sean Stein beruht auf einem Roman von Ken Kolb.

## Handlung
John W. Burns Junior flieht aus einer Chicagoer psychiatrischen Klinik und reist nach Los Angeles. Er gibt sich für Lawrence Baird, einen Psychiater, aus. George Maitlin, der aus den Radiosendungen bekannt ist, weilt nach einem Nervenzusammenbruch in London. Sein Agent engagiert Burns als Vertretung. Burns freundet sich mit dem Bettler Donald Becker an.
George Maitlin vertraut Burns/Baird nicht. Später trifft Maitlin auf einer Konferenz in London den echten Lawrence Baird. Als dieser davon erfährt, dass sein ehemaliger Patient aus der Psychiatrie geflohen ist und sich nun als falscher Psychiater ausgibt, reisen beide umgehend wieder in die USA zurück.
Da Donald Becker bei seinem ersten Treffen mit Burns/Baird bemerkt hat, dass dieser eine Gefängnishose trägt, erpresst er ihn und möchte von nun an als sein Komplize agieren. Die Zusammenarbeit der beiden wird auf eine Probe gestellt, als Becker erfährt, dass sich Burns alleine nach Mexiko absetzen möchte. Als dieser sich trotz des Streits mit Becker für den Flug nach Mexiko entscheidet, sieht er im Bordfernsehen Becker, der nachts auf dem Hollywood-Schriftzug steht und Burns um Hilfe bittet.  Burns bricht seinen Flug ab und begibt sich umgehend nach Hollywood. Dort kann er Becker davon abhalten zu springen. In der Zwischenzeit sind auch Baird und Maitlin angekommen. Als Burns und Becker mit einem Hubschrauber gerettet werden und Burns prompt in Handschellen abgeführt wird, kommt es zum Streit zwischen Baird und Maitlin, wodurch diese ebenfalls in der Psychiatrie landen.
Becker befreit Burns schließlich, indem er den Fahrer des Gefangenentransporters, in welchem dieser in eine andere Psychiatrie verlagert werden sollte, in einen Hinterhalt lockt.

## Kritiken
- Roger Ebert schrieb in der Chicago Sun-Times vom 15. Januar 1988, dass der Film trotz der Besetzungsliste enttäuschend sei. Er fange gut an, dann würde er aber schlecht.[1]
- Jonathan Rosenbaum schrieb im Chicago Reader, dass der Regisseur Michael Ritchie bereits in der besseren Form wäre, aber der Film genügend witzig sei. Die Handlung sei inkohärent.[2]

## Hintergrund
Die Komödie wurde in Los Angeles und in London gedreht. Sie spielte in den Kinos der USA 11 Millionen US-Dollar ein.